# 科勒特 (印第安納州)
科勒奇（英語：Collett）是位於美國印地安納州傑伊縣的一個非建制地區。該地的面積和人口皆未知。